# Eutima
Eutima is een geslacht van hydroïdpoliepen uit de familie van de Eirenidae.

## Soorten
- Eutima cirrhifera (Kakinuma, 1964)
- Eutima coerulea (Agassiz, 1862)
- Eutima commensalis Santhakumari, 1970
- Eutima curva Browne, 1905
- Eutima gegenbauri (Haeckel, 1864)
- Eutima gentiana (Haeckel, 1879)
- Eutima gracilis (Forbes & Goodsir, 1853)
- Eutima hartlaubi Kramp, 1958
- Eutima japonica Uchida, 1925
- Eutima krampi Guo, Xu & Huang, 2008
- Eutima levuka (Agassiz & Mayer, 1899)
- Eutima longigonia Bouillon, 1984
- Eutima mira McCrady, 1859
- Eutima modesta (Hartlaub, 1909)
- Eutima mucosa Bouillon, 1984
- Eutima neucaledonia Uchida, 1964
- Eutima orientalis (Browne, 1905)
- Eutima ostrearum Mattox & Crowell, 1951
- Eutima sapinhoa Narchi & Hebling, 1975
- Eutima suzannae Allwein, 1967
- Eutima variabilis McCrady, 1859